# بوریس دیلونه
بوریس نیکلائویچ دیلونه (روسی: Бори́с Никола́евич Делоне́؛ ۱۵ مارس ۱۸۹۰ – ۱۷ ژوئیهٔ ۱۹۸۰) یکی از نخستین کوهنوردان روس و ریاضی‌دان اهل شوروی/روسیه و پدر فیزیک‌دان، نیکلای بوریسوویچ دیلونه بود. 